# ŽFK Biljanini Izvori 2010
Der ŽFK Biljanini Izvori 2010 ist ein Frauenfußballverein aus der Stadt Ohrid in Nordmazedonien.

## Geschichte
Der Verein wurde 2010 gegründet und spielt seitdem in der 1. Mazedonischen Frauenliga. Nachdem 2012 der Verein ŽFK Naše Taksi aus Skopje aufgelöst wurde, wechselten viele Spielerinnen zum Verein aus Ohrid. Dadurch gelang ihnen in der Saison 2012/13 der Gewinn der Meisterschaft, und sie Qualifizierten sich für die UEFA Women’s Champions League 2013/14.

## Europapokalspiele
|                                       |          |               |      |  |  |
| UEFA Women’s Champions League 2013/14 | Gruppe 6 | PK-35 Vantaa  | 1:13 |  |  |
|                                       |          | PAOK Saloniki | 0:5  |  |  |
|                                       |          | Pärnu JK      | 1:3  |  |  |